# Sonic Underground
Sonic Underground (în franceză Sonic Le Rebelle) este un serial de animație produs de DiC Productions L.P., Les Studios Tex S.A.R.L. și Sega of America cu participarea TF1. Este al treilea serial de animație cu Sonic the Hedgehog, și de asemenea ultimul produs de DiC. Serialul urmează o premisă separată de toate celelalte media cu Sonic the Hedgehog, unde Sonic are doi frați, Sonia și Manic, care fac parte dintr-o familie regală care au fost forțați să se despartă de mama lor, regina Aleena, după preluarea de către Robotnik a lui Mobius datorită unei profeții spusă de Oracolul lui Delphius. În drumul lor, ei se întâlnesc cu alte grupuri de rezistență împotriva lui Robotnik și cu artefacte puternice care pot distruge lumea, în tot acest timp căutând-o pe mama lor pierdută, regina Aleena.
A fost difuzat pentru prima dată în Franța, între 6 ianuarie - 23 mai 1999, pe TF1, apoi a avut premiera în Regatul Unit la 2 mai 1999 pe ITV și, în cele din urmă, în Statele Unite în blocul de sindicare BKN Kids II din august până în octombrie 1999. Serialul a durat pentru numai un sezon și patruzeci de episoade. A fost primul serial cu Sonic the Hedgehog care s-a vândut pe iTunes Store.

## Difuzare
Serialul s-a difuzat pe canalul KidsCo.

## Episoade KidsCo
| Premiera originală          | Premiera în România | N/o | Titlu                                                               | Cântec                                                             |
| --------------------------- | ------------------- | --- | ------------------------------------------------------------------- | ------------------------------------------------------------------ |
|                             |                     |     |                                                                     |                                                                    |
| SEZONUL 1                   |                     |     |                                                                     |                                                                    |
|                             |                     |     |                                                                     |                                                                    |
| 06.01.1999 () 04.10.1999 () |                     | 01  | Wedding Bell Blues                                                  | Când vine mâine (When Tomorrow Comes)                              |
|                             |                     |     |                                                                     |                                                                    |
| 10.01.1999 () 31.08.1999 () |                     | 02  | Pentru a prinde o regină (To Catch a Queen)                         | Ai luat 411? (Have You Got the 411?)                               |
|                             |                     |     |                                                                     |                                                                    |
| 13.01.1999 () 01.09.1999 () |                     | 03  | Mobodoon                                                            | Mi-am găsit casa (I've Found My Home)                              |
|                             |                     |     |                                                                     |                                                                    |
| 17.01.1999 () 02.09.1999 () |                     | 04  | Prețul libertății (The Price of Freedom)                            | Banii nu pot cumpăra (Money Can't Buy)                             |
|                             |                     |     |                                                                     |                                                                    |
| 20.01.1999 () 03.09.1999 () |                     | 05  | Mascarade subterane (Underground Masquerade)                        | Let the Good Times Roll                                            |
|                             |                     |     |                                                                     |                                                                    |
| 24.01.1999 () 06.09.1999 () |                     | 06  | Pânze încâlcite (Tangled Webs)                                      | Învață copii, luminează calea (Teach the Children, Light the Way)  |
|                             |                     |     |                                                                     |                                                                    |
| 27.01.1999 () 07.09.1999 () |                     | 07  | Cele mai adânci temeri (The Deepest Fear)                           | Înfruntă-ți teama (Face Your Fear)                                 |
|                             |                     |     |                                                                     |                                                                    |
| 31.01.1999 () 08.09.1999 () |                     | 08  | Cine credeți că sunteți (Who Do You Think You Are)                  | Trebuie să fim liberi (We Need to Be Free)                         |
|                             |                     |     |                                                                     |                                                                    |
| 03.02.1999 () 09.09.1999 () |                     | 09  | The Last Resort                                                     | Ascultă-ți inima (Listen to Your Heart)                            |
|                             |                     |     |                                                                     |                                                                    |
| 07.02.1999 () 10.09.1999 () |                     | 10  | Vino afară oriunde ești (Come Out Wherever You Are)                 | Fata de societate (Society Girl)                                   |
|                             |                     |     |                                                                     |                                                                    |
| 10.02.1999 () 13.09.1999 () |                     | 11  | Câștigătorul falsifică totul (Winner Fakes All)                     | Construit pentru viteză (Built For Speed)                          |
|                             |                     |     |                                                                     |                                                                    |
| 14.02.1999 () 14.09.1999 () |                     | 12  | O arici de acasă este castelul ei (A Hedgehog's Home Is Her Castle) | Să facem asta (Let's Do It to It)                                  |
|                             |                     |     |                                                                     |                                                                    |
| 17.02.1999 () 15.09.1999 () |                     | 13  | Artefact (Artifact)                                                 | Nu puteți deține totul (You Can't Own Everything)                  |
|                             |                     |     |                                                                     |                                                                    |
| 21.02.1999 () 16.09.1999 () |                     | 14  | Gândac! (Bug!)                                                      | Nu renunțați niciodată (Never Give Up)                             |
|                             |                     |     |                                                                     |                                                                    |
| 24.02.1999 () 17.09.1999 () |                     | 15  | Sonic Tonic                                                         | Aș vrea să pot merge mai repede (The Fastest Thing Alive)          |
|                             |                     |     |                                                                     |                                                                    |
| 28.02.1999 () 20.09.1999 () |                     | 16  | Prieten sau dușman? (Friend or Foe?)                                | Nu-i întotdeauna ceea se se pare (Not Always What They Seem)       |
|                             |                     |     |                                                                     |                                                                    |
| 03.03.1999 () 21.09.1999 () |                     | 17  | Jocuri de cap (Head Games)                                          | Ia o șansă (Take a Chance)                                         |
|                             |                     |     |                                                                     |                                                                    |
| 07.03.1999 () 22.09.1999 () |                     | 18  | Când la Roma... (When in Rome...)                                   | Unde este voință, este o cale (When There's a Will, There's a Way) |
|                             |                     |     |                                                                     |                                                                    |
| 10.03.1999 () 23.09.1999 () |                     | 19  | Bijuteria din coroană (The Jewel in the Crown)                      | Dansul cosmic (The Cosmic Dance)                                   |
|                             |                     |     |                                                                     |                                                                    |
| 14.03.1999 () 24.09.1999 () |                     | 20  | Trei arici și un copil (Three Hedgehogs and a Baby)                 | A fi un copil este tare (Being a Kid Is Cool)                      |
|                             |                     |     |                                                                     |                                                                    |
| 17.03.1999 () 27.09.1999 () |                     | 21  | Ziua dunilor (Dunes Day)                                            | Prieten adevărat albastru (True Blue Friend)                       |
|                             |                     |     |                                                                     |                                                                    |
| 21.03.1999 () 28.09.1999 () |                     | 22  | Mumia dragă (Mummy Dearest)                                         | Mummy Wrap                                                         |
|                             |                     |     |                                                                     |                                                                    |
| 24.03.1999 () 29.09.1999 () |                     | 23  | Ariciul din masca de fier (Hedgehog in the Iron Mask)               | Parte din problemă (Part of the Problem)                           |
|                             |                     |     |                                                                     |                                                                    |
| 28.03.1999 () 30.09.1999 () |                     | 24  | Șase este o mulțime (Six is a Crowd)                                | Pot să fac asta pentru tine (I Can Do That For You)                |
|                             |                     |     |                                                                     |                                                                    |
| 31.03.1999 () 01.10.1999 () |                     | 25  | Cetatea plutitoare (Flying Fortress)                                | Nimeni nu este o insulă (No One Is an Island)                      |
|                             |                     |     |                                                                     |                                                                    |
| 04.04.1999 () 30.08.1999 () |                     | 26  | Începuturi (Beginnings)                                             | Într-o zi (Someday)                                                |
|                             |                     |     |                                                                     |                                                                    |
| 07.04.1999 () 05.10.1999 () |                     | 27  | Nici un arici nu este o insulă (No Hedgehog is an Island)           | Learn to Overcome                                                  |
|                             |                     |     |                                                                     |                                                                    |
| 11.04.1999 () 06.10.1999 () |                     | 28  | Noțiuni de bază pentru a vă cunoaște (Getting to Know You)          | Lucrând împreună în armonie (Working Togheter in Harmony)          |
|                             |                     |     |                                                                     |                                                                    |
| 14.04.1999 () 07.10.1999 () |                     | 29  | Noua echidnă în oraș (New Echidna in Town)                          | The Mobius Stomp                                                   |
|                             |                     |     |                                                                     |                                                                    |
| 18.04.1999 () 08.10.1999 () |                     | 30  | Armonie sau ceva (Harmony or Something)                             | Noi suntem toți în acest împreună (We're All in This Togheter)     |
|                             |                     |     |                                                                     |                                                                    |
| 21.04.1999 () 11.10.1999 () |                     | 31  | Criza țării (Country Crisis)                                        | Cum joci jocul (How You Play the Game)                             |
|                             |                     |     |                                                                     |                                                                    |
| 25.04.1999 () 12.10.1999 () |                     | 32  | Coafură în spațiu (Haircraft in Space)                              | Nu fii un trădător (Don't Be a Backstabber)                        |
|                             |                     |     |                                                                     |                                                                    |
| 28.04.1999 () 13.10.1999 () |                     | 33  | Vindecător (Healer)                                                 | Suntem Sonic Underground (We're the Sonic Underground)             |
|                             |                     |     |                                                                     |                                                                    |
| 02.05.1999 () 14.10.1999 () |                     | 34  | Alegerea lui Sonia (Sonia's Choice)                                 | Niciodată ușor (Never Easy)                                        |
|                             |                     |     |                                                                     |                                                                    |
| 05.05.1999 () 15.10.1999 () |                     | 35  | The Big Melt                                                        | Distracție în soare (Fun in the Sun)                               |
|                             |                     |     |                                                                     |                                                                    |
| 09.05.1999 () 18.10.1999 () |                     | 36  | Tăiere (Sleepers)                                                   | Au totul din nou (Have It All Again)                               |
|                             |                     |     |                                                                     |                                                                    |
| 12.05.1999 () 19.10.1999 () |                     | 37  | Bartleby prizonierul (Bartleby the Prisoner)                        | Apelul pentru justiție (Justice Calling)                           |
|                             |                     |     |                                                                     |                                                                    |
| 16.05.1999 () 20.10.1999 () |                     | 38  | Arta distrugerii (The ART of Destruction)                           | The Sound of Freedom                                               |
|                             |                     |     |                                                                     |                                                                    |
| 19.05.1999 () 21.10.1999 () |                     | 39  | Pandantivul (The Pendant)                                           | Lady Liberty                                                       |
|                             |                     |     |                                                                     |                                                                    |
| 23.05.1999 () 22.10.1999 () |                     | 40  | Pericol virtual (Virtual Danger)                                    | Nu lăsați garda jos (Don't Let Your Guard Down)                    |